# 이프커 스튀름
이프커 스튀름(Yfke Sturm, 1981년 11월 19일 ~ )은 네덜란드의 모델이다.